# Йованович-Благоевич, Катарина
Катарина Йованович-Благоевич (урождённая Йованович; 31 октября 1943, Белград — 15 ноября 2021) — сербская шахматистка, почётный гроссмейстер (1986). Преподаватель музыки.
В 11 лет в женском первенстве Белграда (1955) — 1—2-е места. В 1958 в чемпионате Сербии — 1—2-е места. 3-кратная чемпионка Югославии (1961, 1971 и 1974). В составе команды Югославии участница Олимпиад 1963—1974 и традиционных матчей с командой СССР, в том числе в 1970 выиграла матч у Т. Затуловской (2½ : 1½). Участница соревнований на первенство мира (1960—1975), в том числе 3 зональных турниров ФИДЕ (лучший результат — Карлови-Вари, 1975, 1-е место) и турнира претенденток в Сухуми (1964, 4—5-е места). Лучшие результаты в других международных соревнованиях: Бевервейк — 1960, 1961 и 1962 — 1-е, 1963 — 2-е, 1964 и 1965 — 2—3-е, 1966 — 2-е, 1973 — 1—4-е; Земун (1961) — 1-е; Белград (1970 и 1972, 1973) — 3-е, 2—4-е места.
Завоевала командную серебряную медаль и бронзовую индивидуальную медаль на женских шахматных олимпиадах в 1963 и 1966 годах.
Умерла 15 ноября 2021 года.

## Изменения рейтинга
| Графики недоступны из-за технических проблем. См. информацию на Фабрикаторе и на mediawiki.org. |